# Rasmus Åkerblom
Lars Rasmus Åkerblom, född 15 november 1975 i Uppsala, är en svensk journalist, programledare och TV-producent.
Åkerblom är utbildad på JMK i Stockholm. Han har en inriktning på vetenskapliga områden och var i början av 2000-talet bland annat redaktör och programledare för Vetenskapsradion och Vetandets värld på Sveriges Radio P1. På Sveriges Television var han sedan reporter och programledare för Vetenskapsmagasinet (2003–2007) och hösten 2008 programledare för historieserien 123 saker i samarbete med Jan-Öjvind Swahn. 
Sedan 2009 är han som delägare, producent och programledare verksam vid produktionsbolaget Mediabruket i Stockholm. I en av deras produktioner ledde han våren 2011 tittarna genom serien Väsen i åtta kvartslånga avsnitt på SVT, med Ebbe Schön och Tora Wall som sakkunnig inom mystikens värld med övernaturliga fenomen och varelser. 2018 lanserades satsningen Klartänkt - om kritiskt och vetenskapligt tänkande, med Åkerblom som programledare. 
2020 debuterade Åkerblom som författare med en Underverkligheten - upptäck hur allt hänger ihop i vilken en tydlig berättarröst förklarar olika naturvetenskapliga fenomen för en tänkt barnläsare. Underverkligheten belönades med Carl von Linné-plaketten 2021 för bästa fackbok för barn och unga.
Han är barnbarns barn till nationalekonomen Gustav Cassel.